# 仁翠里
25°01′44″N 121°27′42″E / 25.0289424°N 121.4616865°E
仁翠里為台灣新北市板橋區北部的一里，面積約0.0417平方公里。仁翠里曾是江子翠的一部分，屬江翠里，1975年改隸宏翠里，1985年12月13日該地由宏翠里劃出為仁翠里。仁翠里境內佈滿了四層或五層樓高的鋼筋混凝土造連棟式公寓，公寓多為1970年代以後興建。

## 詞源
仁翠之詞，緣於仁翠分拆自宏翠里，宏翠里之名又來自江翠里，而「江翠」之名乃源於其閩南語舊名「江仔翠」。蓋「江仔翠」早期屬於「港仔嘴莊」的一部分，清朝後期已獨立發展成莊，為與港仔嘴區別，乃採近音雅字而稱為「江仔翠」。仁翠即繼承了江子翠的翠字再冠以雅麗語為仁翠里。